# Verdeș (okręg Vaslui)
Verdeș – wieś w Rumunii, w okręgu Vaslui, w gminie Bogdana. W 2011 roku liczyła 206 mieszkańców.